# Olympische Jugend-Sommerspiele 2014/Teilnehmer (Dominikanische Republik)
| Gelbes Symbol für Goldmedaillen mit stilisierten Olympischen Ringen | Graues Symbol für Silbermedaillen mit stilisierten Olympischen Ringen | Braundes Symbol für Bronzemedaillen mit stilisierten Olympischen Ringen |
| ------------------------------------------------------------------- | --------------------------------------------------------------------- | ----------------------------------------------------------------------- |
| —                                                                   | 1                                                                     | —                                                                       |

Die Jugend-Olympiamannschaft der Dominikanischen Republik für die II. Olympischen Jugend-Sommerspiele vom 16. bis 28. August 2014 in Nanjing (Volksrepublik China) bestand aus zehn Athleten.

## Athleten nach Sportarten

### Boxen
Jungen
- Juan Solano
Weltergewicht: Silber

### Gewichtheben
Jungen
- Luis Castillo
Leichtgewicht: 9. Platz

### Judo
Mädchen
- Estefanía Soriano
Klasse bis 44 kg: 5. Platz
Mixed: 9. Platz (im Team Chochishvili)

### Leichtathletik
Jungen
- Érick Sánchez
200 m: 9. Platz
8 × 100 m Mixed: 54. Platz
- Juan Francisco Núñez
400 m Hürden: 6. Platz
8 × 100 m Mixed: DNF

### Reiten
- María Gabriela Brugal
Springen Einzel: 14. Platz
Springen Mannschaft: Bronze

### Ringen
Jungen
- Nelson de los Santos
Griechisch-römisch bis 58 kg: 8. Platz

### Schwimmen
| Mädchen - Dorian McMenemy 50 m Schmetterling: 15. Platz 100 m Schmetterling: 25. Platz | Jungen - Josué Domínguez 50 m Brust: 15. Platz 100 m Brust: 25. Platz 200 m Brust: 16. Platz |

### Segeln
Mädchen
- Celeste Victoria Lugtmeijer
Byte CII: 7. Platz